# Côte-Nord
La Côte-Nord (Inglese: "Northern Coast"), con un'area di 247627,06 km² ed è per dimensione la seconda regione amministrativa del Quebec, dopo Nord-du-Québec. Si estende a Nord del Golfo di San Lorenzo. Nel censimento del 2006 risiedevano 95 911 abitanti.

## Popolazione
Nel censimento del 2001 la popolazione ammontava a 97 766 abitanti, l'1% della popolazione provinciale, distribuita su 25 municipalità. Baie-Comeau e Sept-Îles da sole concentrano poco meno della metà di questi abitanti.
|                             | 1951   | 1961   | 1971   | 1981    | 1991   | 2001   | 2006   |
| --------------------------- | ------ | ------ | ------ | ------- | ------ | ------ | ------ |
| La Haute-Côte-Nord          | 10.839 | 15.162 | 14.952 | 14.668  | 13.303 | 12.894 | 12.303 |
| Manicouagan                 | 12.413 | 20.091 | 32.001 | 35.357  | 34.232 | 33.620 | 33.052 |
| Sept-Rivières - Caniapiscau | 5.394  | 19.467 | 29.140 | 47.114  | 38.287 | 38.931 | 38.661 |
| Minganie - Basse-Côte-Nord  | 8.696  | 10.249 | 11.491 | 11.530  | 10.913 | 12.321 | 11.895 |
| Totale Côte-Nord            | 37.342 | 64.969 | 87.584 | 108.669 | 96.735 | 97.766 | 95.911 |

## Geografia fisica

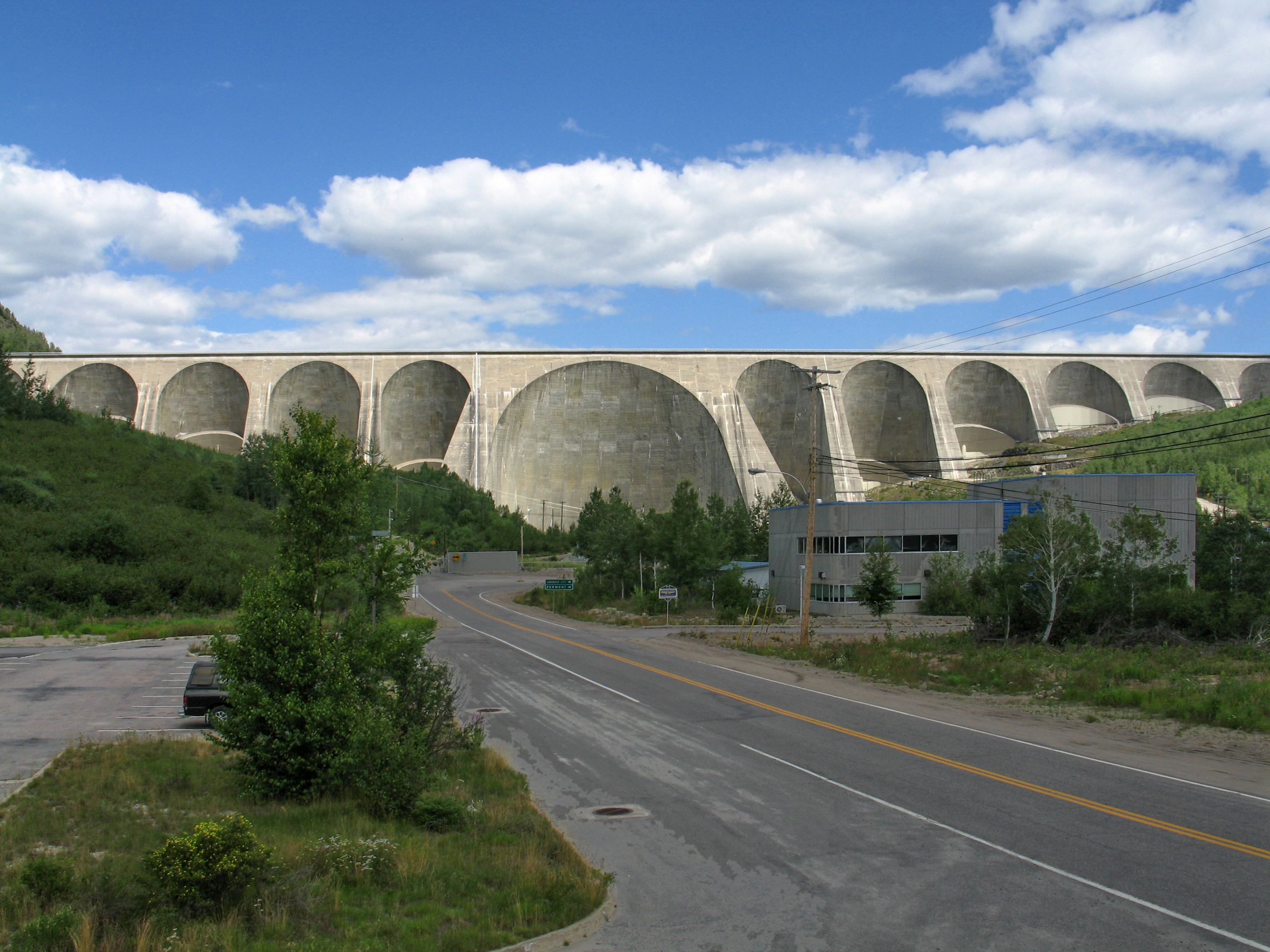
Diga Daniel-Johnson sul fiume Manicouagan

La Côte-Nord fu creata come amministrazione regionale nel 1966. Il territorio di questa regione include l'Isola d'Anticosti, l'Arcipelago Mingan, e il Bacino Manicouagan.

## Suddivisioni
Municipalità Regionali di Contea
- Caniapiscau
- La Haute-Côte-Nord
- Manicouagan
- Minganie
- Sept-Rivières

Municipalità indipendenti
- Basse-Côte-Nord
- Blanc-Sablon
- Bonne-Espérance
- Côte-Nord-du-Golfe-du-Saint-Laurent
- Gros-Mécatina
- Saint-Augustin

Riserve indiane
- Riserva Indiana di Betsiamites
- Riserva Indiana di Essipit
- Territorio riservato Naskapi di Kawawachikamach
- Riserva Indiana di La Romaine
- Riserva Indiana di Matimekosh
- Riserva Indiana di Mingan
- Riserva Indiana di Natashquan
- Riserva Indiana di Uashat-Maliotenam

## Centri Principali
- Baie-Comeau
- Chute-aux-Outardes
- Fermont
- Forestville
- Havre-Saint-Pierre
- Les Escoumins
- Pointe-aux-Outardes
- Pointe-Lebel
- Port-Cartier
- Sacré-Coeur
- Sept-Îles